# وفاة لأسباب طبيعية
الوفاة لأسباب طبيعية تعزى بالمقام الأول إلى مرض أو خلل داخلي في الجسم لا يتأثر مباشرة بالقوى الخارجية ومن الأمثلة على ذلك؛ الشخص الذي يموت من مضاعفات الإنفلونزا (عدوى) أو أزمة قلبية (عطل في الجسم الداخلي) أو قصور بالقلب المفاجئ وجميعها ستدرج على أنها وفيات لأسباب طبيعية. ولا تشجع إدارات الصحة على اعتبار الشيخوخة سبب الوفاة لأن هناك دائما أسباب مباشرة رغم أنها قد تكون غير معروفة في بعض الحالات.
على النقيض من ذلك، تسمى الوفيات الناجمة عن التدخل الفعال بالوفاة غير الطبيعية. وعادة ما تكون الأسباب «غير الطبيعية» مثل الحوادث والمغامرة والانتحار، أو القتل. وفي بعض الحالات، يمكن إضافة فئات أخرى. على سبيل المثال، السجن حيث قد ينتج عنها وفاة السجناء الناجمة عن التسمم الحاد، بالإضافة إلى ذلك فهناك حالات وفاة يمكن تسجيلها على أنها «غير محددة».

## خلفية
تتفق جميع الحضارات الإنسانية بما فيها الفرعونية المصرية القديمة، البابلية، الاشورية، الصينية، الهندية والأديان الإبراهيمية أن الموت هو مفارقة الروح للجسد لهذا يعرف كل من رجال الدين والفقهاء بأن الموت هو «انفصال الروح عن الجسد» لكن هذا التعريف لم يكن مقنعا بالمرة عند أهل العلم من أطباء ورجال قانون باعتبار الروح مجردة لا يمكن إدراكها فيستحيل بذلك معرفة زمن مغادرتها الجسد خاصة وأن تحديد زمن الوفاة مسألة كبرى على الصعيد القانوني إذ يٌعتبر تحديد لحظة الوفاة أمرا جوهريا في عدة مجالات قانونية.
رغم أهمية تحديد زمن الموت فإن المشرع في كثير من الحالات لم يصدر أي قانون يُعرف الموت كما هو الحال مع المشرع التونسي والمصري وترك ذلك لأهل الاختصاص وللسلطة الترتبية ذلك أن وضع المشرع لتعريف يمكن للعلوم الطبية أن تتجاوزه هو محض إضاعة للوقت، وعرفه الفقهاء كالآتي:
- توقف القلب عن الخفقان. ثم في مرحلة ثانية تم تأكيد أن الموت يتعلق بالمخ وتوقفه عن العمل وتحديدا ما يسمى وفاة جذع المخ أي خمود منطقة المخ المنوطة بها الوظائف الحياتية الأساسية.[6] ولقد ظهر في أواخر القرن الماضي اتجاه يجمع بين جملة ما سبق معتبرا أن الوفاة لا تتم إلا في هذه الحالتين التوقف الكامل الذي لا رجعة فيه لوظائف الجهاز التنفسي والجهاز القلبي الوعائي أو التوقف الكامل الذي لا رجعة فيه لكل وظائف الدماغ برمته، بما في ذلك جذع الدماغ.[7]

## فوائده
قانونيا لا يمكن الحديث إلا على فوائد جمة تكمن وراء تحقق الموت الطبيعي من عدمه ذلك أنه بتحققه يمكن تقسيم الميراث إن وٌجد حسب قانون المواريث بين مستحقيها من الورثة فتتحدد تبعا لذلك نصيب الشخص ونسبته ومقداره في الميراث أو تقديم مورث على حساب الآخر في حالة تساوي النصاب.